# Kościół Il Redentore w Wenecji
Kościół Il Redentore w Wenecji (pełna nazwa: Chiesa del Santissimo Redentore; pol. Kościół Odkupiciela/Najświętszego Zbawiciela w Wenecji) – rzymskokatolicki kościół znajdujący się w Wenecji, w Patriarchacie Wenecji. Jest kościołem parafialnym w parafii pod tym samym wezwaniem. Wzniesiony jako wotum dziękczynne za ustąpienie zarazy w 1576 roku. Wybitne dzieło architektury sakralnej późnego renesansu.

## Historia
Latem 1575 roku wybuchła w Wenecji zaraza, która w ciągu dwóch lat spowodowała śmierć 50 tysięcy mieszkańców – prawie jednej trzeciej ludności miasta. We wrześniu 1576 roku, kiedy plaga wydawała się nie do opanowania, Senat opowiedział się za wezwaniem na pomoc Opatrzności Boskiej, przegłosowując budowę nowego kościoła pod wezwaniem Zbawiciela. Dokonano szybkiego wyboru spośród kilku opcji odnośnie do formy, projektu i lokalizacji świątyni. W maju 1577 roku położono kamień węgielny pod kościół według projektu Andrei Palladia, zlokalizowany na wyspie Giudecca. 20 lipca następnego roku świętowano zakończenie zarazy, organizując procesję do wznoszonego kościoła przez specjalnie zbudowany most pontonowy. Zainaugurowano w ten sposób tradycję, która trwa do dziś. W 1580 roku zmarł Andrea Palladio, a budowę świątyni przejął Antonio da Ponte, który wiernie kontynuował dzieło swego poprzednika. Budowę kościoła ukończono w 1592 roku. W tym samym roku, 27 września, miała miejsce konsekracja kościoła.

## Architektura

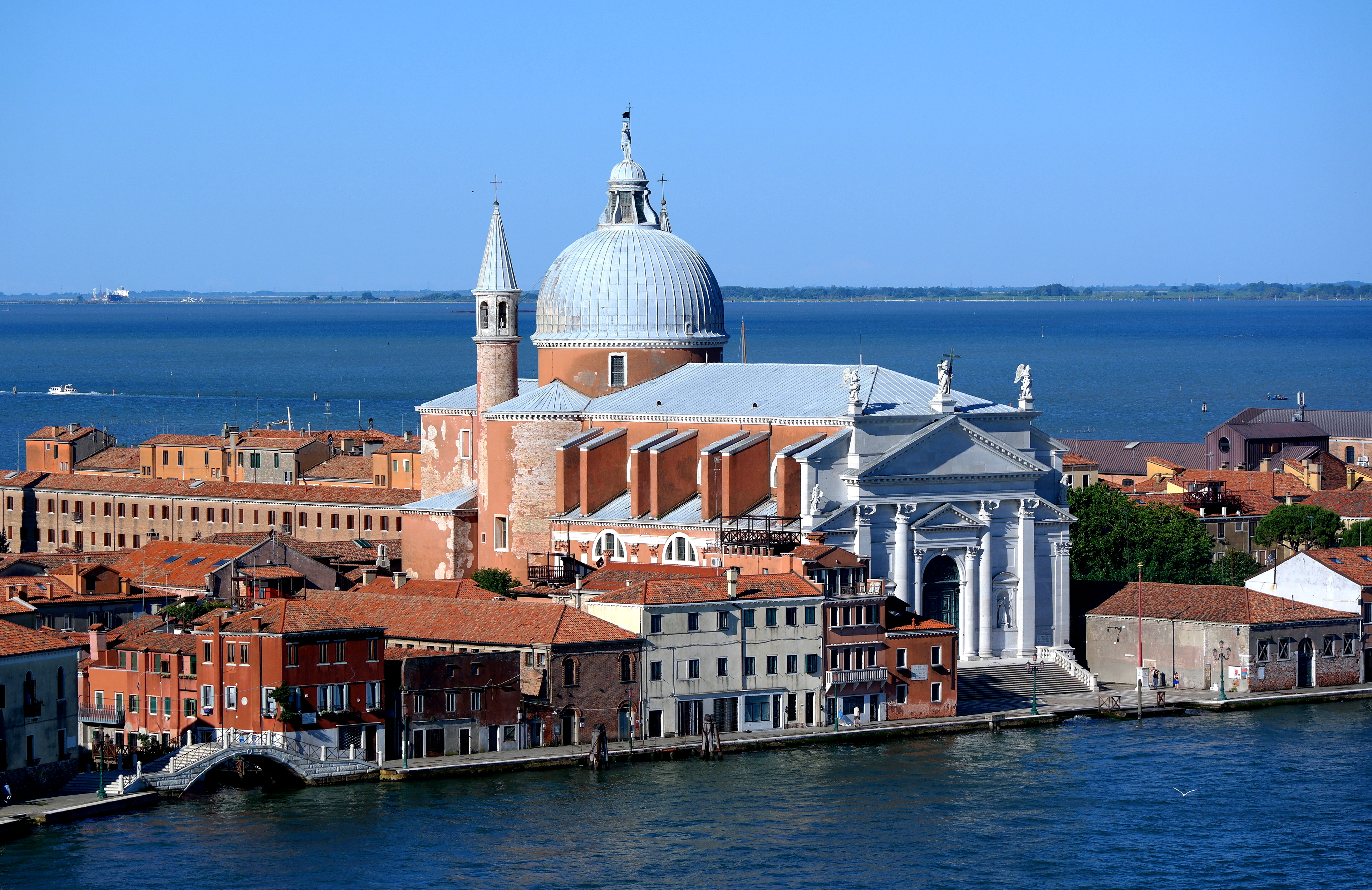
Panorama Wenecji

### Wygląd zewnętrzny
Fasada kościoła, poprzedzona schodami, jest rozczłonkowana półkolumnami i pilastrami, na których wspiera się trójkątny tympanon, zwieńczony posągiem Zbawiciela. W niszach flankujących portal znajdują się posągi Świętego Marka i Świętego Franciszka z Asyżu. Sklepienie przekrywa ogromna kopuła, flankowana z zewnątrz dwiema wieżyczkami, pełniącymi rolę dzwonnic. Wieżyczki te, przypominające kształtem minarety mają po 48 m wysokości.

### Wnętrze
Wnętrze kościoła jest jednonawowe, zharmonizowane, utrzymane w klasycyzującym stylu. Dzieli się ono na trzy części, w zależności od funkcji: prezbiterium, przeznaczone dla zakonników, apsyda z ołtarzem głównym – dla celów wotywnych oraz część nawowa – dla parafian. W części przedniej, nawowej, otoczonej półkolumnami, znajdują się kaplice, po trzy z każdej strony. Półkolumny wspierają też ogromną kopułę, do której prowadzi łukowe przejście. Ołtarz główny jest utrzymany w stylu barokowym. Zdobi go krucyfiks i posągi dłuta G. Campagni. Na ścianach wiszą obrazy Palmy młodszego, Francesca Bassana oraz uczniów Paola Veronese i Jacopa Tintoretto. W zakrystii wisi obraz Antonia Vivariniego Madonna ze śpiącym Dzieciątkiem.

## Il Redentore w sztuce

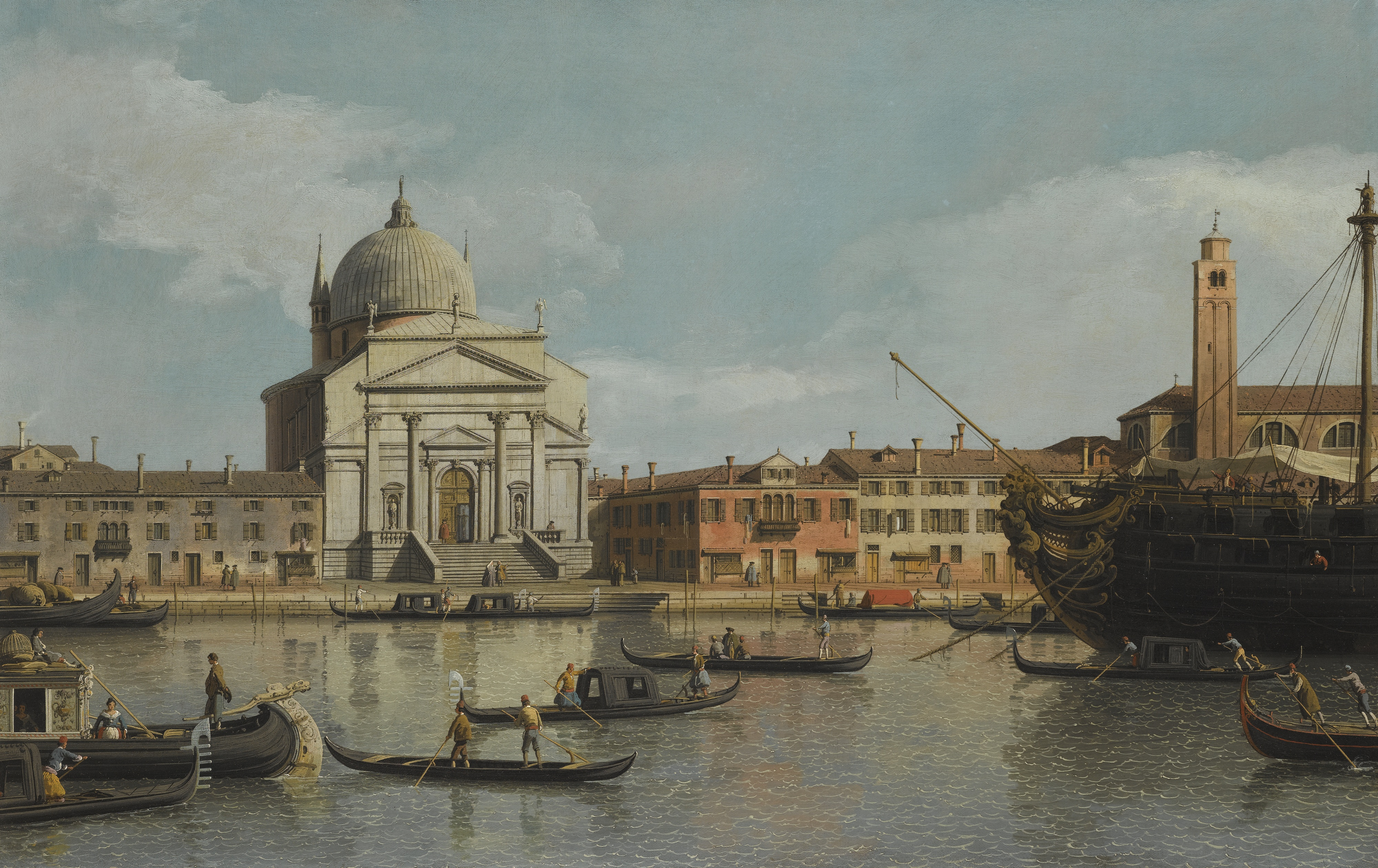
Canaletto, Wenecja, widok kościołów Il Redentore i San Giacomo z zacumowanym okrętem wojennym, gondolami i barkami, 1747-55, kolekcja prywatna

Kościół Il Redentore stał się tematem kilku obrazów:
- Wenecja, widok kościołów Il Redentore i San Giacomo – obraz olejny Canaletta, na którym z prawej strony widoczny jest wyburzony kościół San Giacomo della Giudecca[7];
- Złożenie trzech obrazów Giovanniego Belliniego w kościele Il Redentore w Wenecji pędzla J.M.W. Turnera, ukazujący trzy obrazy Belliniego przybywające w uroczystej procesji na gondolach, wydarzenie, która prawie na pewno nigdy nie miało miejsca w rzeczywistości, zwłaszcza w odniesieniu do wspomnianych obrazów[7]. Powstały w 1841 roku obraz, mający charakter zamglonego szkicu, antycypuje impresjonizm i abstrakcję[8]
- Il Redentore – obraz olejny Duncana Granta (1948)[7].

## Festa del Redentore

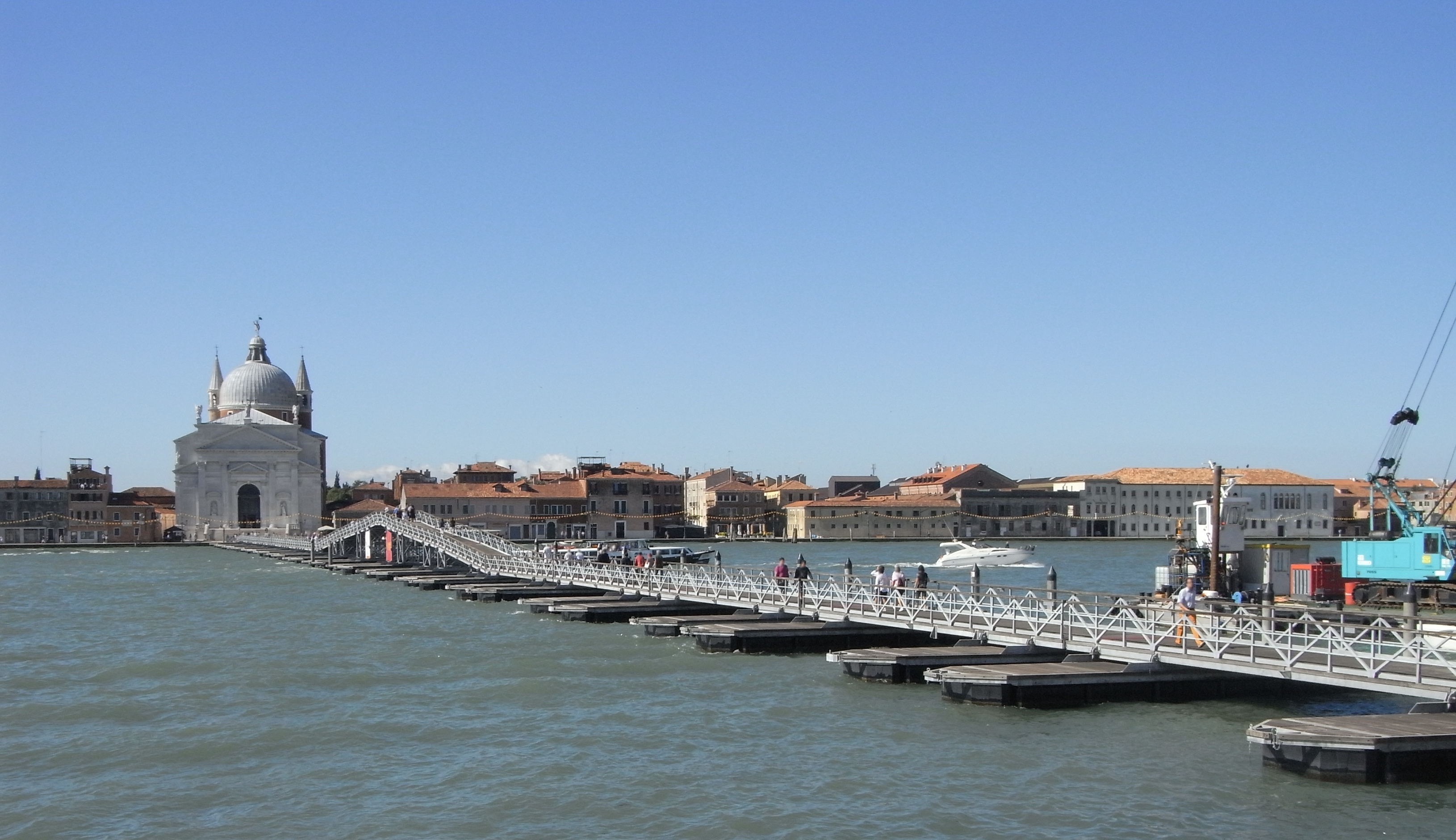
Festa del Redentore – na pierwszym planie most wotywny

W nawiązaniu do tradycji świętowania ustąpienia zarazy corocznie w trzecią niedzielę lipca organizowana jest Festa del Redentore – Święto Odkupiciela. Należy ono do najpopularniejszych świąt Wenecji, przyciągając nie tylko mieszkańców miasta, ale również rzesze turystów. Uroczystości rozpoczynają się już w sobotę po zachodzie słońca, gdy na oświetlonych barkach buduje się prowizoryczny most wotywny, łączący nabrzeże w pobliżu bazyliki św. Marka poprzez Canale della Giudecca z wyspą Giudecca, na której położony jest kościół Il Redentore. Na barkach ma miejsce biesiada, podczas której serwowane są dania typowe dla kuchni weneckiej. Kulminacją uroczystości sobotnich jest pokaz ogni sztucznych, trwający od godziny 22:30 do północy. W niedzielę rano ma miejsce uroczysta procesja przez most wotywny do kościoła, gdzie celebrowane jest nabożeństwo pod przewodnictwem patriarchy.